# Trifolium andinum
Trifolium andinum är en ärtväxtart som beskrevs av John Torrey och Asa Gray. Trifolium andinum ingår i släktet klövrar, och familjen ärtväxter. Inga underarter finns listade i Catalogue of Life.